# Gorka Iraizoz Moreno
Gorka Iraizoz Moreno (Pamplona, Navarra, 6 de març del 1981) és un exfutbolista navarrès que jugava en la posició de porter.

## Trajectòria
Gorka Iraizoz començà la seva carrera futbolística l'any 1999 a la disciplina del CD Basconia. Posteriorment, l'any 2000, fou traspassat al Gernika, però a mitjan temporada retornà a la disciplina del Basconia.
L'any 2002, després d'una temporada magnífica novament al Gernika, Gorka fitxà pel filial del RCD Espanyol, debutant amb el primer equip a la Primera Divisió l'any 2004. No obstant això, la temporada següent fou cedit a la SD Eibar de Segona Divisió, amb el qual estigué a punt d'obtenir l'ascens a Primera Divisió.
El 2005 retornà al RCD Espanyol, aquest cop ja incorporat a la primera plantilla, com a suplent de Carlos Kameni, amb qui s'alternà en algunes competicions i a qui suplí de vegades en la titularitat. Gorka Iraizoz fou el porter titular de RCD Espanyol a la històrica final de la Copa de la UEFA del 16 de maig de 2007 al Hampden Park de Glasgow enfront del Sevilla FC, en la qual el conjunt perico perdé a la tanda de penals. A més a més, amb l'Espanyol Gorka guanyà la Copa del Rei de 2006.
El 6 d'agost de 2007, Gorka fou traspassat a l'Athletic Club per 4 milions d'euros més la cessió d'Iñaki Lafuente al conjunt català. Des d'aleshores, Iraizoz és el porter titular dels lleons, amb els quals fou finalista de la Copa del Rei de 2009, perdent la final davant el FC Barcelona.
Després d'abandonar l'Athletic Club la temporada 2016-2017, el dia 14 de juny de 2017 es feu oficial la seva incorporació al Girona FC.

## Palmarès

### RCD Espanyol
- 1 Copa del Rei: 2006

### Athletic de Bilbao
- 1 Supercopa d'Espanya: 2015[7]